# 貝爾法斯特號輕巡洋艦
贝尔法斯特号（HMS Belfast）是为英國皇家海軍建造的城級輕巡洋艦。她现在永久停泊在伦敦泰晤士河上，由帝国战争博物馆運營。
贝尔法斯特号建造于1936年12月，為皇家海军第一艘以北爱尔兰首府命名的船艦。她于1938年3月17日下水，于1939年8月初开始服役。第二次世界大战爆发後，贝尔法斯特号參與英国对德国的海军封锁。1939年11月，贝尔法斯特号觸雷，花費两年多的时间进行大规模维修。海軍部為她增強火力、装甲並安裝雷达。贝尔法斯特号于1942年11月回到現役。贝尔法斯特号於1943年加入北極護航船隊前往苏联。1943年12月她在北角海战发挥了重要作用，协助摧毁德国沙恩霍斯特號戰艦。1944年6月，贝尔法斯特支援诺曼底登陆的霸王行动。1945年6月，她被调往远东，加入第二次世界大战结束前不久抵达的英國太平洋舰队。贝尔法斯特号在1950－52年朝鲜战争期間參與战斗，并于1956年至1959年进行大规模现代化。在1963年进入預備艦隊之前，贝尔法斯特号也執行许多其他海外任務。
1967年，民間发起運動將贝尔法斯特号保存為博物馆艦，避免其被报废。一個包含帝国战争博物馆、國家航海博物館和国防部的联合委员会成立，于1968年6月报告博物馆艦方案是可行的。但在1971年，政府决定不进行保存，这促使贝尔法斯特号信托的成立，以争取对其进行保存。信托的努力取得成功，政府于1971年7月将贝尔法斯特号移交给信托。贝尔法斯特号被移到伦敦，停泊在伦敦池塔桥附近的泰晤士河上。贝尔法斯特号于1971年10月对公众开放。1978年成为帝国战争博物馆的一个分支。

## 设计
贝尔法斯特號是城級輕巡洋艦的三號艦。城級始建于1933年，以應对大日本帝國海軍的最上級重巡洋艦。最上級排水量為11,200吨，装有15座6英寸（152）炮，最高时速超过35節（65每小時；40英里每小時）。根据英國海军部的要求，新巡洋舰為9,000吨级，装備十二座6英寸炮，装甲能承受8英寸（203）砲彈，最高速度為32節（59每小時），裝備的水上飞机使其可以進行大范围的巡逻，并有自我防空能力。在海軍建造總監的主導下，新设计在1933年改进。新艦级的首舰，重9,100吨的南安普敦號和她的姊妹舰纽卡斯尔號，根据1933年的估价订购。有另外三艘巡洋舰根據此设计建造。在1935－36年又建造三艘以稍大的9,400吨设计的巡洋舰。1935年，海軍部渴望提高这些巡洋舰的火力，以和日本最上級重巡洋艦與美国布鲁克林级轻巡洋舰的火力比肩，這两者都配备15座6英寸炮。海軍拒绝五座三聯裝炮塔的设计，因為这是不切实际的。而另一种四座四聯裝炮塔的设计因为无法开发出有效的四聯裝炮塔而被拒絕。 1936年5月，海军部决定安装三聯裝炮塔的设计，並增加甲板装甲。这种改进的设计成为万吨的爱丁堡級，其得名於贝尔法斯特號的姊妹艦爱丁堡號。贝尔法斯特號于1936年9月21日向哈兰德与沃尔夫造船厂订购，她的龙骨于1936年12月10日安放。她的预算为2,141,514英镑；其中火炮值75,000英镑，两架超级馬林海象式值66,500英镑。 1938年3月17日圣帕特里克节，由首相内维尔·张伯伦的夫人安妮·张伯伦主持下水。下水儀式由百代新聞社拍摄。1939年3月至8月，贝尔法斯特號进行装修與海試。 

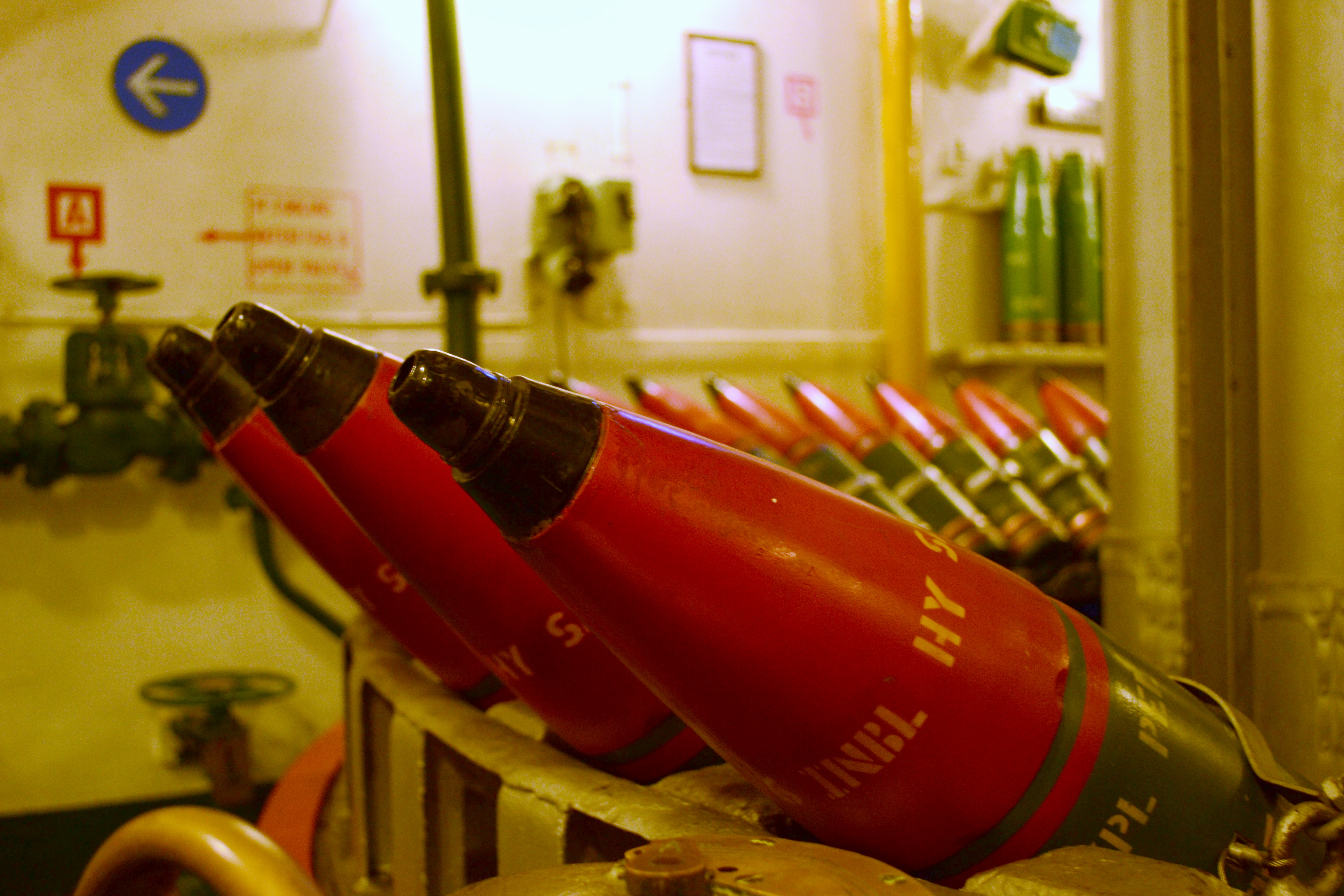
贝尔法斯特號 A 號炮塔彈藥庫砲架上的砲彈。

贝尔法斯特號的一個锅炉的簡图。

完工后，贝尔法斯特号總長613英尺6英寸（187.0），寬63英尺4英寸（19.3），吃水深度為17英尺3英寸（5.3）。在试航期间，她的标准排水量为10,420長噸（10,590公噸）。她的動力來源為四座三筒式海軍锅炉，推动帕森斯齿轮蒸汽涡轮机，驱动四个螺旋桨轴。她的最高航速为32.5節（60.2每小時；37.4英里每小時）。贝尔法斯特号能运载2,400長噸（2,400公噸）的燃油，这使她能以13節（24每小時；15英里每小時）航行8,664海里（16,046；9,970英里）。
贝尔法斯特号的主要武器包括配備海軍火控系統的4座三連裝Mk XXIII 6英寸炮，每管主炮每分钟最高可发射八发炮弹，全艦每分钟可以發射最多96发炮弹。她的副炮為六座雙連裝4英寸炮。她最初的近程防空武器是两座八連裝2磅重“砰砰”炮，还有两座四联裝维克斯.50机枪。她还裝備两座三联裝Mk IV 21英寸（533 mm）鱼雷管，及十五个 Mk VII 深水炸弹。 
贝尔法斯特号的主装甲带厚4.5-英寸（114-），甲板及彈藥庫装甲為3英寸（76），机房装甲為2英寸（51），6英寸炮塔装甲為4英寸（102）。

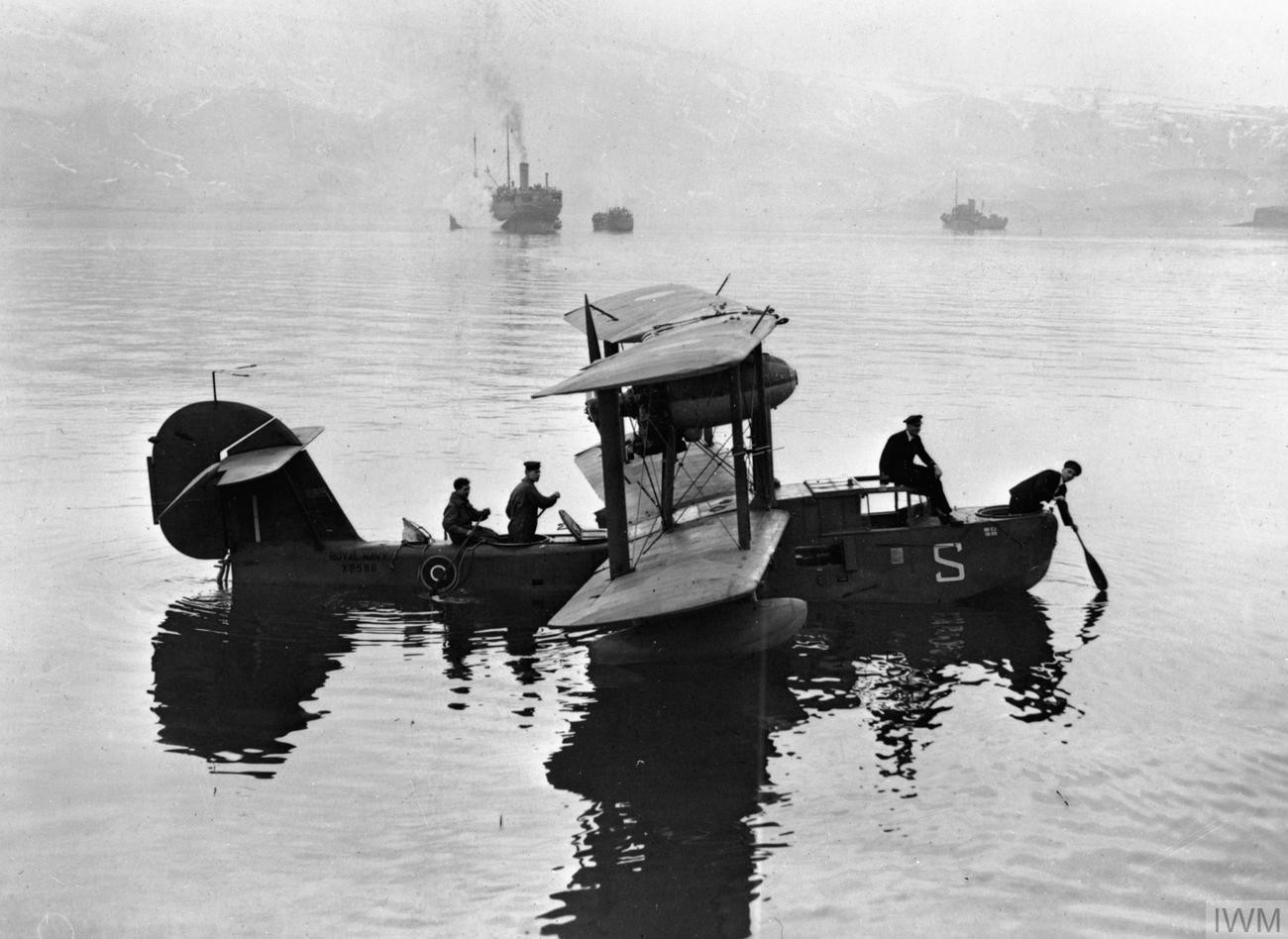
贝尔法斯特号其中一架超级馬林海象水陸兩用双翼機。約1942年至1943年於一個冰島峽灣中拍攝

贝尔法斯特号搭載两架超级馬林海象水陸兩用双翼機。飛機可以从前部上層建築后部的D1H弹射器发射，然后用安装在前部煙囪两侧的两台起重机从水中回收。飞机存放在前部上层建筑的两个机库中。以上由艦隊航空隊的第700海军航空中队贝尔法斯特號小隊操作，

## 第二次世界大戰

### 1939年–1942年：服役，俘獲船艦、觸雷與维修
贝尔法斯特號于1939年8月3日出发前往朴茨茅斯，并于第二次世界大战爆发前一个月的1939年8月5日服役。她的第一任船长是 G.A. 斯科特(G A Scott)上校，船员761名，隸屬本土艦隊第二巡洋艦中隊。8月14日，贝尔法斯特號参加了她的第一次演习「希珀尔行动」（Operation Hipper），在这次演习中，她扮演试图逃入大西洋的德国通商破壞者。贝尔法斯特號通过危险的彭特蘭海峽，成功逃脱了本土舰队。
1939年8月31日，贝尔法斯特號被转移到第十八巡洋艦分艦隊。第18巡洋舰分艦隊队以奥克尼群岛的斯卡帕湾为基地，參與对德国的海上封鎖。德国於次日入侵波兰。英法两国于9月3日向德國宣战。当天早上11:40，贝尔法斯特號收到“立即对德国发动敌对行动”的消息。 9月8日，贝尔法斯特號從斯卡帕湾出發，與胡德号战列巡洋舰、贝尔法斯特號的姊妹艦爱丁堡號和四艘驱逐舰進行海上巡逻，拦截从挪威返回的德国船艦。他们特别搜寻北德意志-劳埃德轮船歐羅巴號（“SS”号）。但没有发现任何敌军船只。 9月25日，贝尔法斯特號参加救援潜艇旗魚號，期间贝尔法斯特號遭到德国飞机的攻击，但未受到任何损害。 1939年10月1日，贝尔法斯特號离开斯卡帕湾前往北海巡逻。10月5日，贝尔法斯特號拦截并登上一艘与六艘捕鲸船一同航行的中立挪威工厂船。 10月8日，贝尔法斯特號看见了瑞典商船 C. P. Lilljevach，因為恶劣的天气中，贝尔法斯特號没有拦截或登艦。第二天，贝尔法斯特號登上挪威船泰因号（Tai Yin）。泰因号被海军部列为可疑船艦，所以贝尔法斯特的一船員将她带到柯克沃尔进行调查。 10月9日，贝尔法斯特號在法罗群岛西北50英里（80）截获德国13615吨的定期船北角號（Cap Norte）。北角號伪装成中立的瑞典船安科纳号（SS Ancona），试图从巴西返回德国。她的乘客包括德国后备人员。根據海軍部的奖金规则，贝尔法斯特号上的船员后来收到奖金。 10月12日，贝尔法斯特登上瑞典船乌德霍尔姆號（Uddeholm），该船也由一名船员帶到柯克沃尔。 10月13日晚，贝尔法斯特号返回港口。當晚皇家橡樹號戰艦被潜入锚地的德国潜艇U-47的鱼雷击沉。第二天早晨，贝尔法斯特號前往母羊湖。
11月10日，贝尔法斯特號被解除巡逻北部的任務，并被调至第二巡洋分舰队。这个分舰队是以羅塞斯為基地的独立打击部队。 11月21日，贝尔法斯特號参加该分舰队的第一次出击，一次炮击演习。在 10:58 她在离开福斯湾时觸發一顆磁性水雷，導致贝尔法斯特號的龙骨和其中一个发动机锅炉房損壞。二十名官兵因爆炸受伤需要住院治疗，另有26人受到轻伤。一名二等油漆工亨利·斯坦顿（Henry Stanton）因爆炸導致头部受伤住院，后来身亡。拖船 Krooman 號停止拖曳靶船，将贝尔法斯特號拖到罗赛斯进行初步修理。
初步评估顯示虽然水雷對船殼几乎没有直接的损害，只有一間锅炉房正下方的一个小洞，但爆炸的冲击造成严重的扭曲、机械損壞、甲板变形，並使龙骨向上弯曲三英寸。1940年1月4日，贝尔法斯特號退役为保養及維修狀態，由罗斯西造船厂負责維修，她的船员被分散到其他船艦。到6月28日，她已经得到充分的修理，可以航行到德文波特。6月30日，贝尔法斯特號在 H. W. Parkinson 少校的指挥下抵达。

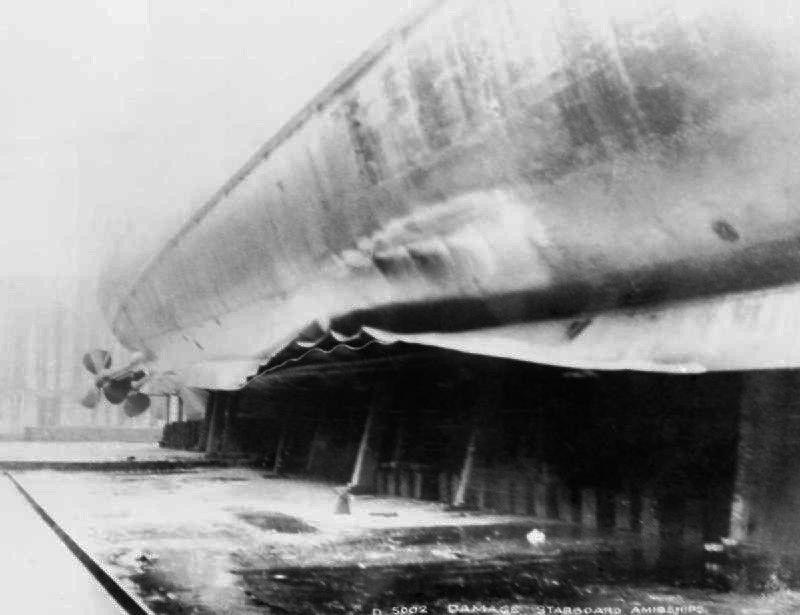
贝尔法斯特號船体损坏，於旱塢中进行修理。

贝尔法斯特號的船体进行拉直，重建和加固的工作。她的装甲带被加长並增厚。武器升級為更新的2磅重“砰砰”炮，防空武器两座四联裝维克斯.50机枪被取代為五座双聯裝和八支单装厄利孔20毫米机槍。贝尔法斯特號的主炮、副炮與防空炮也安裝了火控雷達。她在1942年11月安装的雷达包括：一套284型和四套283型用于主炮，三套285型用于副炮，两套282型用于两磅防空炮。她还收到273型通用水面预警雷达、用于识别敌友的251型和252型以及用于空中预警的281型和242型。她1942年的电子套件还包括270型声呐。由于重量增加，所以在船体中部引入了凸起，以提高稳定性并提供额外的纵向强度。她的寬增加到69英尺（21米），艦艏吃水深度增為19英尺（5.8米），艦艉為20英尺2英寸（6.15米）。她的排水量增加到11,550吨。

### 1942年–1943年：重新服役，北极護航與北角海戰

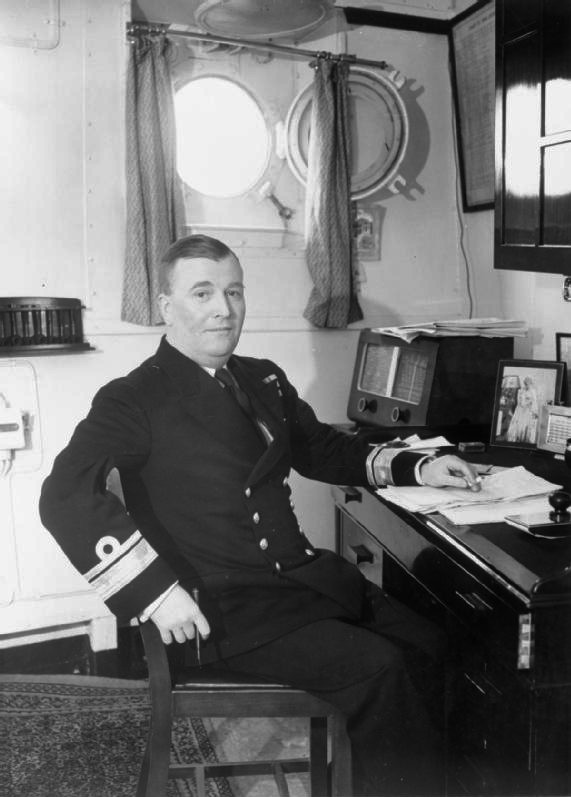
伯纳特少将在贝尔法斯特號的船艙中。

贝尔法斯特號于1942年11月3日在德文波特重新服役，並由在弗雷德里克·帕拉姆上校指挥。 贝尔法斯特號重返本土艦隊，成为第十巡洋艦分艦隊的旗舰，悬挂罗伯特·伯内特少将的旗帜。 该艦隊负责护送北極船團前往苏联，这是从斯卡帕湾和冰岛基地出發的危险任务。贝尔法斯特號的雷达裝備減輕她需要进行的空中偵察，因此她的飞机於1943年6月移除{Sfn|Watton|1985|p=14}}。贝尔法斯特號整個1943年从事护航和巡逻封锁。同年10月5 –6日，贝尔法斯特號在领袖行动中掩护遊騎兵號航空母艦於挪威北部海域博德附近對德国航运發動空袭。
1943年12月26日，贝尔法斯特號参加北角海戰。这场战斗发生在极夜，有两支强大的皇家海军艦队參與。第一支艦队由第十巡洋舰分艦队的諾福克號重巡洋艦、雪菲爾號輕巡洋艦與贝尔法斯特號及三艘驱逐舰组成。第二支艦队有約克公爵號、牙買加號輕巡洋艦與四艘驱逐舰。 1943年12月25日圣诞节，纳粹德国的沙恩霍斯特號戰艦离开挪威北部港口以袭击前往苏联的护卫船隊 JW55B。第二天，第一支艦队遇到沙恩霍斯特號並阻止她攻击船队，使其受到英国巡洋舰的伤害后迫使她回港。沙恩霍斯特號途中被第二支艦队拦截，并被联合编队击沉。贝尔法斯特號在这场战斗中发挥重要作用：作为第十巡洋舰分艦队的旗舰，她是最早遇到沙恩霍斯特號的船艦之一，协调分艦队对船隊的防御。沙恩霍斯特號离開船隊后，博内特海军上将指揮贝尔法斯特號在视线范围外用雷达定位沙恩霍斯特號，使其被約克公爵號拦截。

### 1944年：提尔皮茨号和諾曼地登陸
北角海戰后，贝尔法斯特號在科拉灣加油，於1944年元旦到达斯卡帕湾补充燃料，弹药和儲備。贝尔法斯特號于1月10日驶向羅塞斯，船员在那里休了一段时间。1944年2月，贝尔法斯特號繼續北极護航船队任務。1944年3月30日，贝尔法斯特與钨行动的掩護船隊一銅航行，該行動旨在以艦隊航空兵对德国提尔皮茨号战列舰进行空袭。提尔皮茨号是德国海军的最后倖存的主力艦，停泊在挪威北部的阿爾塔峽灣。4月3日来自勝利號航空母艦與憤怒號航空母艦的42架梭魚式魚雷轟炸機由八十架战斗机的护航，達成14次命中，癱瘓提尔皮茨号两个月。其中一架梭魚式被击落。 贝尔法斯特號于4月23日至5月8日在罗赛斯小修，而船员则休息一段时间。5月8日，贝尔法斯特重返斯卡帕湾，并在喬治六世访問本土艦隊期間擔任國王的座艦。

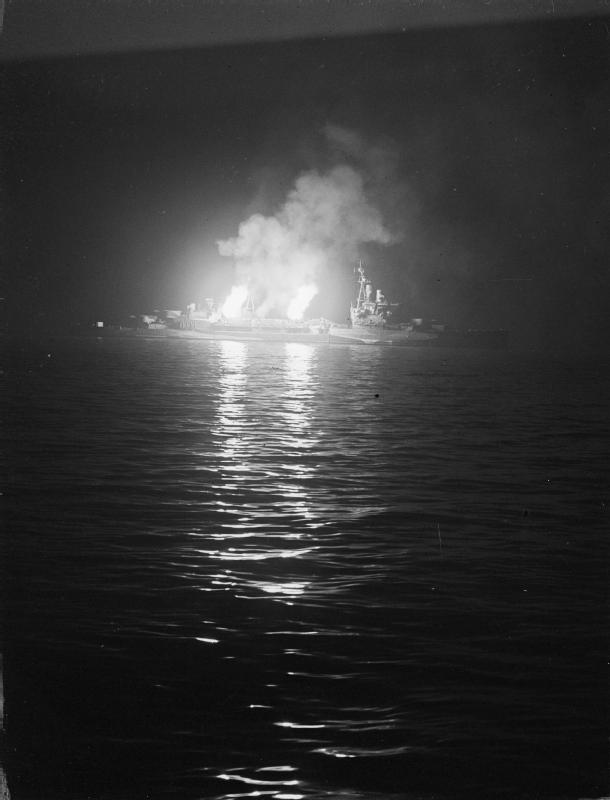
贝尔法斯特号以4英寸炮於夜间轰炸诺曼底的德軍阵地。

诺曼底登陸中贝尔法斯特號擔任轰炸部队E的旗艦，悬挂海军准将弗雷德里克·达勒姆普·汉密尔顿的旗帜，支持英军和加拿大部队在黄金海灘和朱諾海灘的登陆。6月2日，贝尔法斯特號离开克萊德河前往轰炸区。那天早上，首相温斯顿·丘吉尔宣布打算与舰队一起出海，在贝尔法斯特號上見證登陸。盟军最高司令德怀特·D·艾森豪威尔将军和第一海務大臣安德鲁·坎宁安爵士反对。在国王的干预下最终阻止丘吉尔前往。
入侵定于6月5日开始，但恶劣的天气迫使入侵推迟24小时。6月6日凌晨5:30，贝尔法斯特號向濱海韋爾的一座德国炮臺开火，压制其火力，直到该地点被英国格林霍华德步兵團第7营占领。6月12日，贝尔法斯特號支援加拿大军队从朱诺海滩向内陆转移，并于6月16日返回朴次茅斯补充弹药。两天后，她回到諾曼第进行进一步轰炸。7月6日晚上，贝尔法斯特號受到德国魚雷快艇的威胁。她起錨并進入煙幕隱蔽。7月8日，贝尔法斯特號作為查恩伍德行動的一部分，在羅伯茨號浅水重炮舰和羅德尼號战舰，於欧洲海域發射最后一轮砲彈。 7月10日，她驶向斯卡帕湾，此時前线已向法国内陆移动，超出其射程范围。 在诺曼底的五个星期，贝尔法斯特號发射1,996发6英寸炮。

### 1945年：远东
1944年7月29日，贝尔法斯特號的指挥权由帕拉姆(Parham)上校移交给迪克(R.M. Dick)上校。1945年4月，贝尔法斯特號的船艙进行改装以適應遠東的热带氣候。贝尔法斯特號另外更新了防空武器和火力控制系统，以应对日本的特別攻擊隊。至1945年5月，贝尔法斯特號已安裝兩座八聯裝、四座四聯裝、四支单裝2磅炮。她还装備14座厄利孔20毫米機炮。贝尔法斯特號两座最靠后的4英寸炮被拆下，其余的都装有遠端操控。她空荡荡的机库被改成船员住所，飞机弹射器被拆除。

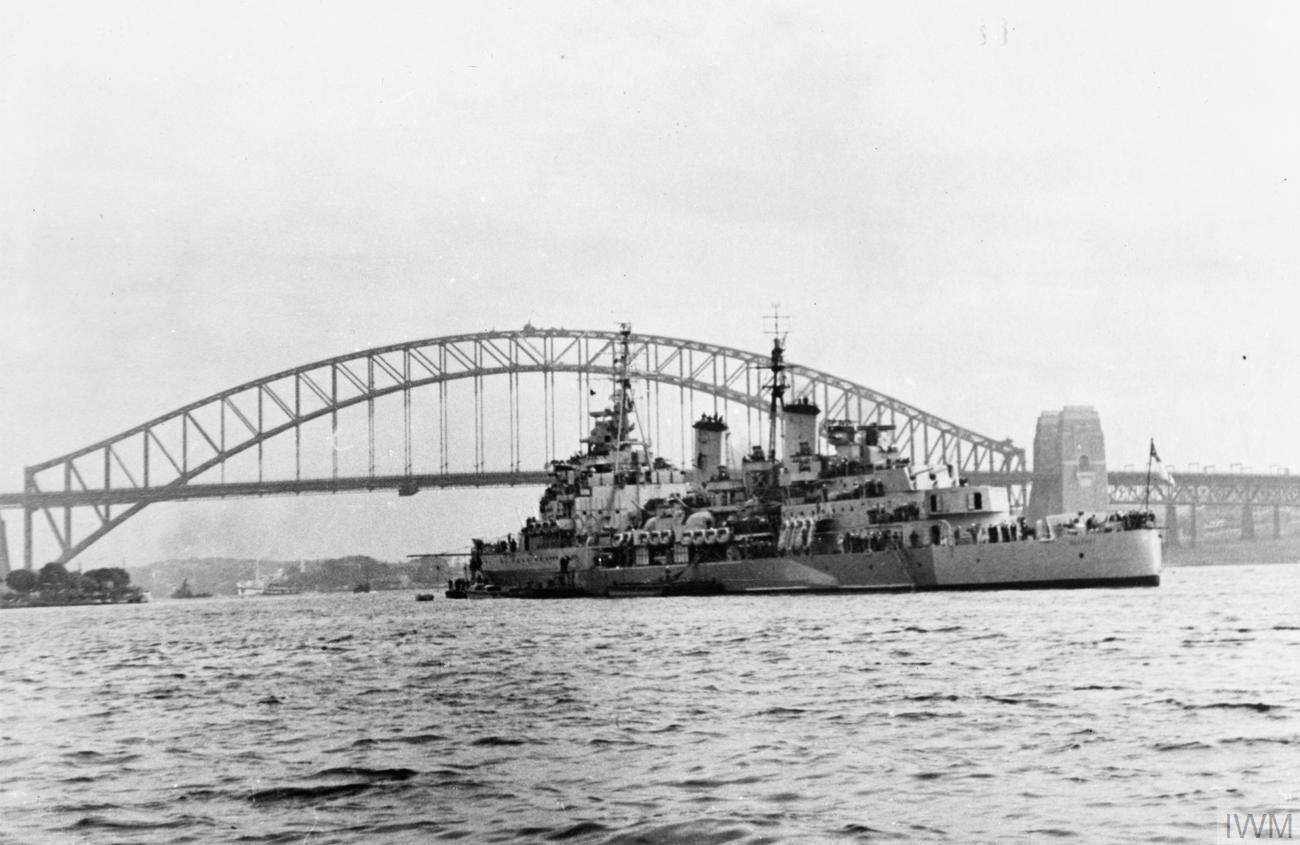
贝尔法斯號於1945年8月在雪梨港停泊。

她當時的雷达包括一套277型，以取代273型用于海面预警。她的281型空中预警雷達被单天线281B型取代，而293型Q则被安装用于近距离测高和海面预警。274型用於引導主炮射击。  1945年6月17日，欧洲战争结束，贝尔法斯特经直布罗陀、马耳他、亚历山大港、塞德港、亚丁、科伦坡和悉尼驶向远东。到8月7日她到悉尼时，贝尔法斯特已经成为英國太平洋舰队第二巡洋舰分艦队的旗舰。在雪梨贝尔法斯特號进行另一次短暂的改装，为她的近程武器增加五门40毫米博福斯炮。贝尔法斯特原本会参加没落行动，但日本於1945年8月15日投降

## 1945年–1950年

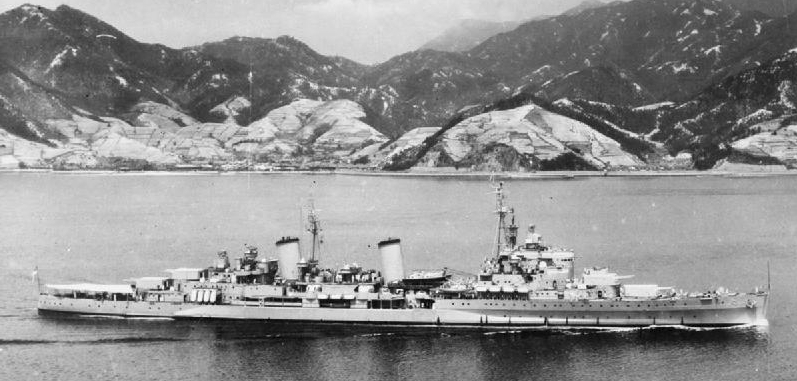
贝尔法斯特號于1950年5月抵达日本吳市。

战争结束後，贝尔法斯特號留在远东地区，在日本、中国和马来亚的港口間航行。1947年8月20日贝尔法斯特號驶向朴次茅斯。她在那裏進入預備艦隊並接受改裝。贝尔法斯特號的涡轮機被打开进行维护。她还收到另外两座單裝波佛斯機槍，代替两支2磅单裝機槍。贝尔法斯特號于1948年9月22日重新服役。在返回远东之前，她于10月20日访问她的故乡贝尔法斯特。1948年10月21日特拉法加纪念日，贝尔法斯特號的船員在城市中遊行。隔天，贝尔法斯特號收到银色的艦鐘，这是贝尔法斯特市民的礼物。她于10月23日启航前往香港，加入皇家海军的远东舰队，于12月下旬抵达。到1949年，中国的政治局势岌岌可危，国共内战即将结束。作为第5巡洋舰分艦队的旗舰，贝尔法斯特號是1949年4月的紫石英号事件期间远东艦隊的總部。贝尔法斯特號于1949年留在香港，1950年1月18日前往新加坡。1950年1月至3月，她在那里进行小型改装，并于6月加入远东舰队的夏季巡航。 1950年6月25日，贝尔法斯特號访问日本函馆期間，朝鲜人民军越过北纬38度线，朝鲜战争爆发。

## 1955年–1963年 现代化和最後服役

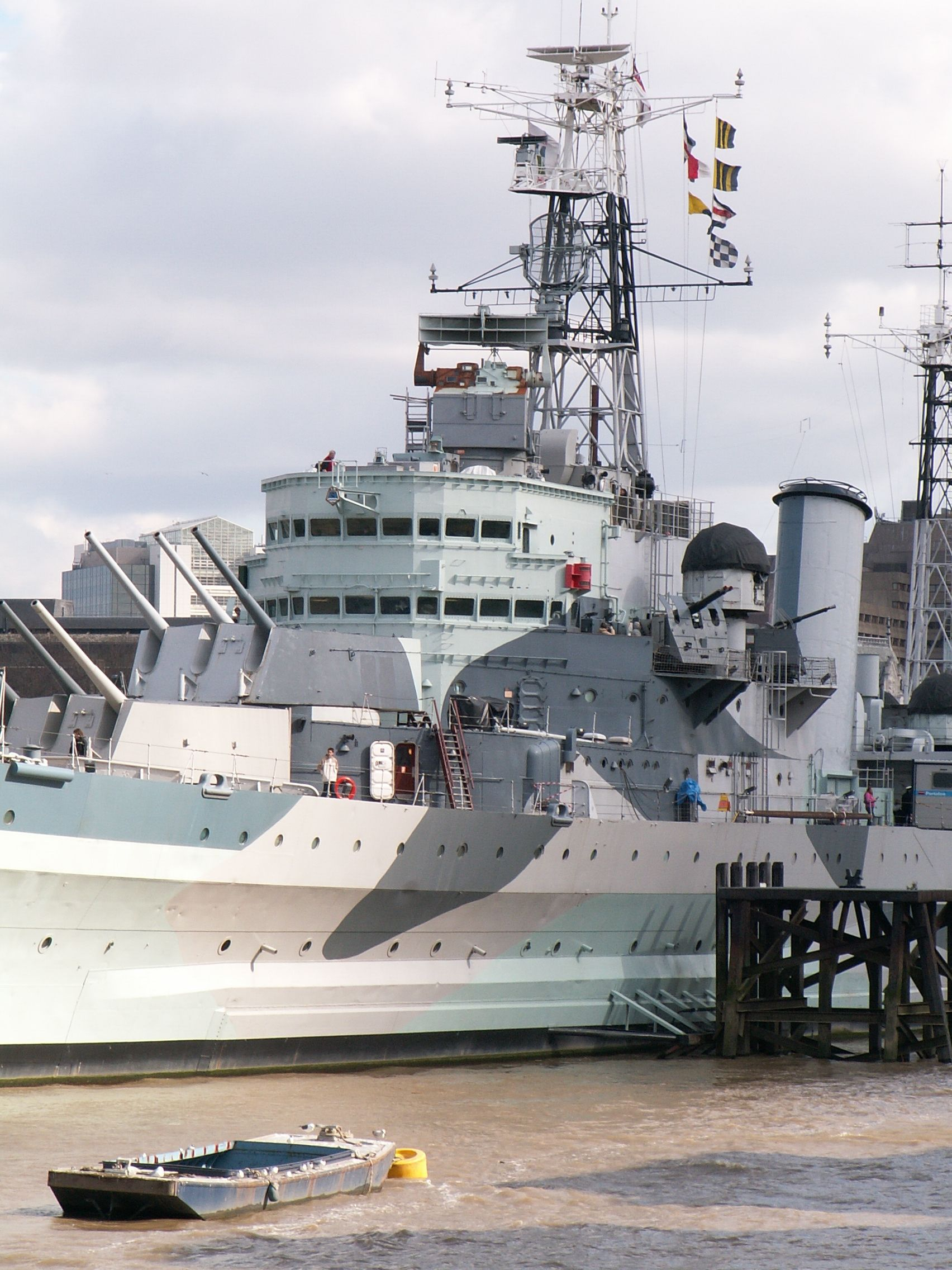
现代化的貝爾法斯特號:封闭的艦桥，籠式艦桅與40毫米波佛斯雙聯裝炮座。

在预备艦队中的贝尔法斯特號命運未定。战后国防预算削减導致人力密集的巡洋舰操作成本太高。直到1955年3月，海軍才决定將贝尔法斯特號现代化。現代化工作於1956年1月6日开始。尽管仅被描述为擴充改装，对这艘大型中年巡洋舰而言，其造价昂贵。耗費550万英磅的改裝包括：為40毫米與雙連裝4英寸炮安装獨立新的 MK 5 MRS8 火控系統、4英寸炮的砲塔旋轉角速度提高到每秒20度、保护船艦的关键部位免受核、生物或化学攻击。最后一項的改裝意味着要扩大並封闭她的艦橋，形成一个两层，五边的上層建築，从根本上改变她的外型。最重大的变化是为较小的船员提供更好的住宿条件，更滿足非战時的需求。她的三脚架桅杆被籠式艦桅取代，木製甲板除了後甲板外被钢取代。贝尔法斯特號于1959年5月12日在德文波特重新服役。她的近程武器标准化为6座双連聯裝波佛斯炮，她的近程武器火控系統也标准化为8座装有262型雷达的近距离瞄準器。她1959年的雷达装置包括主砲的两座274型用於锁定及追蹤、277Q型與293Q型用于测高和海面預警、960M型用于空中預警，974型用于海面預警。为了减轻重量，她的鱼雷管被拆除。贝尔法斯特號安装174型、176型的现代被動式声纳，并在螺旋槳轴上安装降噪橡胶绝缘层。
贝尔法斯特號于1959年12月16日到达新加坡。1960年大部分时间贝尔法斯特號都待在海上演習，並在香港、婆罗洲、印度、锡兰、澳大利亚、菲律宾和日本的港口停靠。1961年1月31日，贝尔法斯特號重新服役，由摩根·摩根·吉尔斯上校指挥。贝尔法斯特號在其最后的海外任務中参加远东的许多演习，并于1961年12月在坦干伊加达累斯萨拉姆举行的独立仪式提供儀隊。
1961年計畫将贝尔法斯特號改装为两棲作战直升机巡洋舰。两座后部的6英寸炮塔将被拆除，改裝為一个直升机甲板和两个机库，可容纳四架威塞克斯式直昇機。四英寸的机枪将被吊架與登陸艇取代。两座锅炉室仅使用一座，加上减少武器装备和船员，所释出的空间用以運載两个步兵连，包括30名军官和其他230人。该计划于1961年12月因转换所需的时间太长遭到否決。

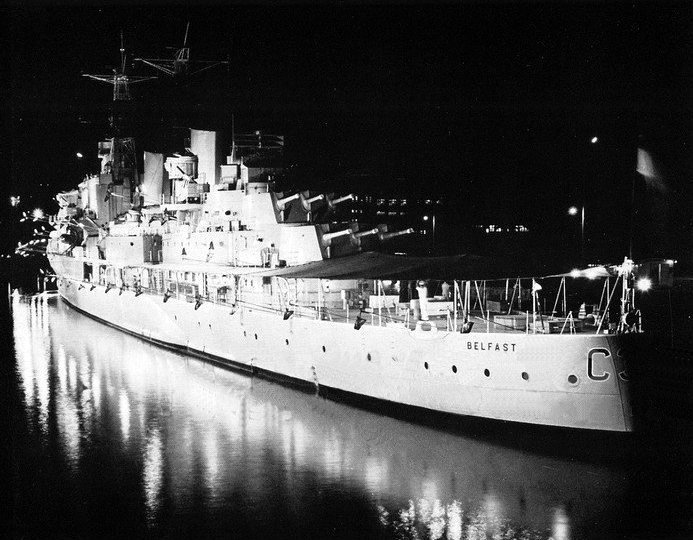
1962年贝尔法斯特號於夏威夷珍珠港。

贝尔法斯特號于1962年3月26日离开新加坡，经香港、关岛、珍珠港、旧金山、西雅图、不列颠哥伦比亚省、巴拿马和特立尼达岛前往英国。她于1962年6月19日到达朴次茅斯。
贝尔法斯特號于7月再次進入現役，并于11月23日至29日最后一次访问贝尔法斯特，然后于1963年2月25日進入預備艦隊。1963年7月，贝尔法斯特號最后一次重新服役，搭載皇家海军後备队的船员和数名海事青年團成員，並升起海军預備役少将休·马泰爾(Hugh Martell)的旗帜。贝尔法斯特號与16艘海军後备队掃雷艦一起前往直布罗陀，于8月10日在地中海进行为期两周的演习。马泰爾的讣告认为这項任務是一個经过充分判断的创新，「很大程度上恢复新海军後备队的信心和形象」。新的海军後备队于1958年与皇家海军志愿预备役进行合并。

## 1963年–1971年 預備艦、退役與保存
贝尔法斯特號于1963年8月24日回到德文波特进行短暂的改装以准备退役。1963年12月贝尔法斯特號退役進入預備隊。1966年1月，部分船艦和动力系统重新启用，从1966年5月至1970年，她停泊在費勒姆溪作為朴茨茅斯预备艦隊的宿舍船。当贝尔法斯特停靠在费勒姆溪時，帝国战争博物馆对保留6英寸炮塔感兴趣。炮塔将代表许多巡洋舰艦級，與博物馆的一对15英寸海军炮互補。 1967年4月14日，博物馆工作人员参观同樣停泊在费勒姆溪的甘比亞號。甘比亞號的船體已经严重恶化，因此人们开始关注保存贝尔法斯特號的可能性。帝国战争博物馆、国家航海博物馆和国防部成立一个联合委员会。该委员会于1968年6月报告该计划實際且经济。但1971年初，政府的財政部主計長决定不予保留。 1971年5月4日，贝尔法斯特號被減輕重量以等待报废。

## 1971年–1977年 贝尔法斯特號信托
在被政府拒绝之后，一个私人信托贝尔法斯特號信托成立以争取保护该船，主席是1961年1月至1962年7月担任贝尔法斯特號艦長的海军少將摩根·摩根·吉尔斯爵士。 作为温彻斯特的国会议员，摩根·摩根·吉尔斯于1971年3月8日在下议院演講。他形容贝尔法斯特號处于「一个非常美妙的保存状态」，而为国家保存贝尔法斯特號代表着「抓住最后机会」。支持摩根·摩根·吉尔斯的议员中有戈登·巴吉爾议员，他是贝尔法斯特号上的皇家海军炮手，曾參與沙恩霍斯特號的沉没和诺曼底登陆。代表政府的海军部副部长彼得·柯克表示，贝尔法斯特號是「海军在过去20年中拥有的最古老的舰船之一」，但他无法阻止拆除船上的可移动设备，因为这已经執行很久了而无法停止。但是，他同意推迟关于報廢贝尔法斯特號的任何决定，以允许信托提出正式建议。
在信托的努力下，政府同意于1971年7月将贝尔法斯特移交给受托人，由海軍中將唐纳德·吉布森(Donald Gibson)爵士为第一任執行長。在八月的一次新闻发布会上，信托宣布了「海马行动」， 该计划将贝尔法斯特號带到伦敦。她从朴次茅斯经蒂尔伯里（Tilbury）被拖到伦敦，並被改裝成博物馆。 1971年10月15日，她被拖到塔桥上的泊位，停靠在一个河床中被挖出的大坑裡，繫在两座繫船柱上。
她于1971年10月21日特拉法加纪念日向公众开放。这个日期意义重大，因为贝尔法斯特号是自纳尔逊勋爵的旗舰勝利號戰艦以来该国保存的第一艘海军船艦。 尽管不再屬於皇家海军，贝尔法斯特号仍被特別允許升起白船旗。
这艘博物馆艦的开放受到好评。1972年，贝尔法斯特号獲得英國觀光局颁发的「来英国」奖杯。 贝尔法斯特号的修復得到個人、皇家海军和商业机构的支持。例如1973年，麵包糕餅同業公會為船上的英國海陸空三軍合作社與烘焙坊提供展示用麵包。1974年，艦橋、前锅炉室和机房等区域已得到修复和裝潢。該年弗農的团队还翻新她的控制室，六座双聯裝波佛斯防空炮及火控系統也回歸贝尔法斯特號。 至1975年12月，贝尔法斯特已接待1,500,000名访客。1976年，贝尔法斯特號与英国陆军皇家阿爾斯特步兵團的继任者皇家愛爾蘭遊騎兵重新建立隶属。 同年皇家海軍業餘無線電協會恢复艦桥的无线電室至正常运作狀態。

## 1978年至今 帝国战争博物馆
至1977年，贝尔法斯特號信托的财务状况变得微不足道，帝国战争博物馆寻求将其合并的许可。1978年1月19日，教育和科学大臣雪莉·威廉姆斯接受这项提议，称贝尔法斯特號「展現我们历史和技术重要阶段的独特性」。贝尔法斯特號于1978年3月1日被转移至博物馆，并成为帝国战争博物馆的第三分支。1998年10月，贝尔法斯特號协会成立以使前船員团聚。帝国战争博物馆的声音档案馆还试图记录前船员的口述历史。

### 保存

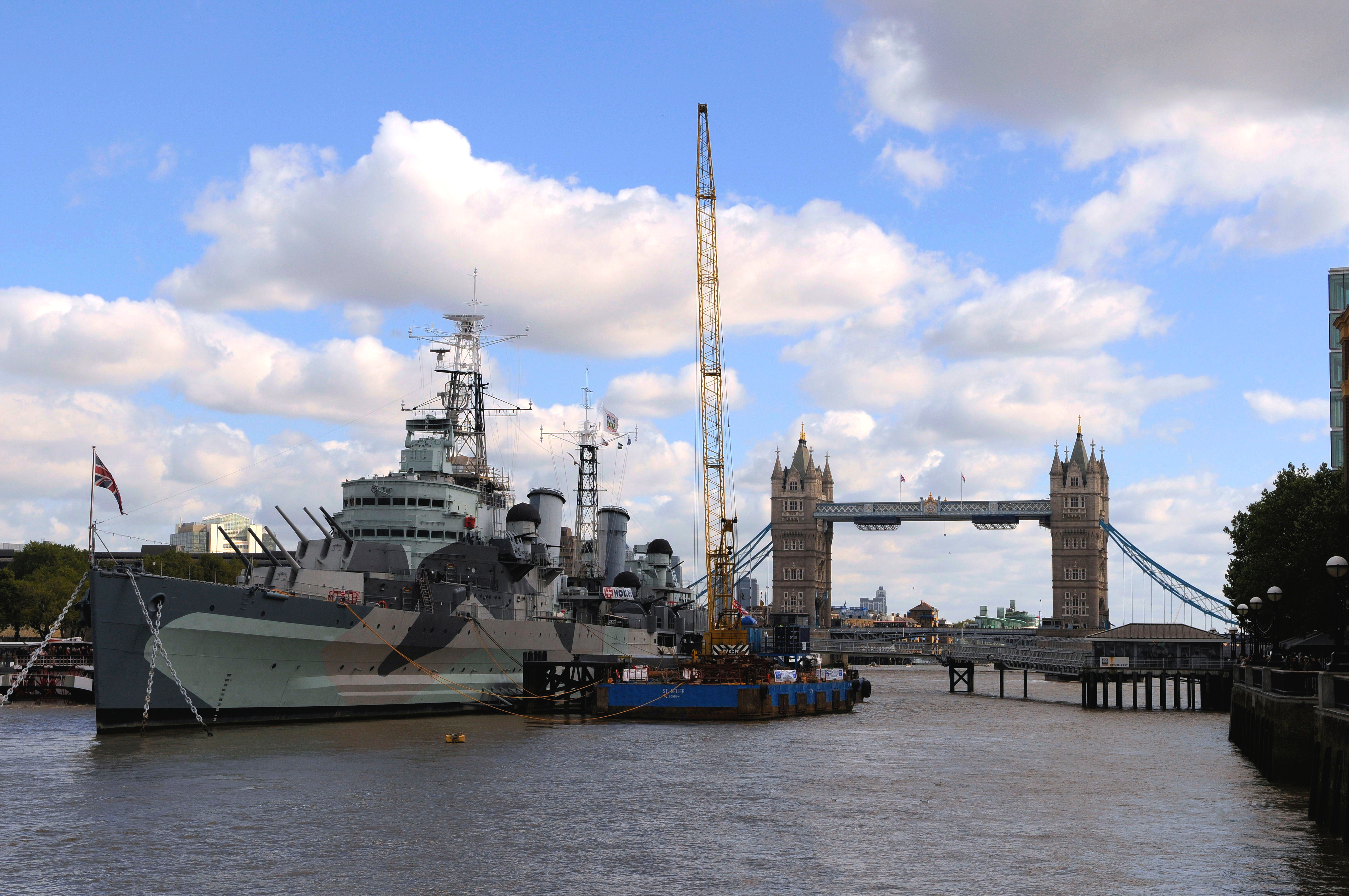
在安装新桅杆的过程中，一艘浮船停泊在贝尔法斯特号旁。攝於 2010年9月。

自从被轉移伦敦，贝尔法斯特號進過两次旱塢以長期保存。1982年，她在提伯利進塢。1999年6月贝尔法斯特號被拖到朴茨茅斯。这是她28年来第一次出海，因此需要获得海事和海岸警卫队的适航证明。在船塢裡，贝尔法斯特號的整个船体被清洗，喷砂和重新粉刷，检查船板與超聲波检查。预计到2020年，她都不需要進入旱坞。贝尔法斯特號原计划于1999年6月6日诺曼底登陆55周年抵达朴次茅斯，但由于恶劣的天气而迟到一天。在保养工作中，贝尔法斯特船体和干舷被漆上海軍第25型迷彩，她从1942年11月至1944年7月使用這個迷彩。这遭到部分人士反對，原因是二戰時期的第25型迷彩與1956年1月至1959年5月改裝所採用的當前迷彩之間造成的时代错置。2006年建立的文化、媒体和体育部国家历史船咨询委员会于将贝尔法斯特號列为国家历史艦队的一部分。 
2010年5月9日，贝尔法斯特号上举行纪念第二次世界大戰歐洲戰場結束65周年的仪式。北极護航船队的退伍军人参加儀式並接受俄罗斯大使尤里·費多托夫頒發的獎章。在仪式上宣布圣彼得堡附近北方造船厂制造两个新的桅杆，以作为修复的一部分。。用以替代被腐蚀原件的新桅杆製造成本由俄罗斯企业贊助，据报道为500,000英镑。 桅杆的修复包括从两个桅杆上拆下配件，以便分别进行修复。旧的桅杆将被切成數段，竖立新的桅杆，并更换原始配件。 2010年10月19日的仪式中新桅杆啟用，贝尔法斯特號的退伍军人、菲利普亲王、俄罗斯大使馆官員和政府官员出席此儀式。
2017年，皇家海军宣布26型护卫舰的三號艦将命名为贝尔法斯特號。同时，帝国战争博物馆表示博物馆将更名为贝尔法斯特号（1938）以避免混淆。

### 展覽

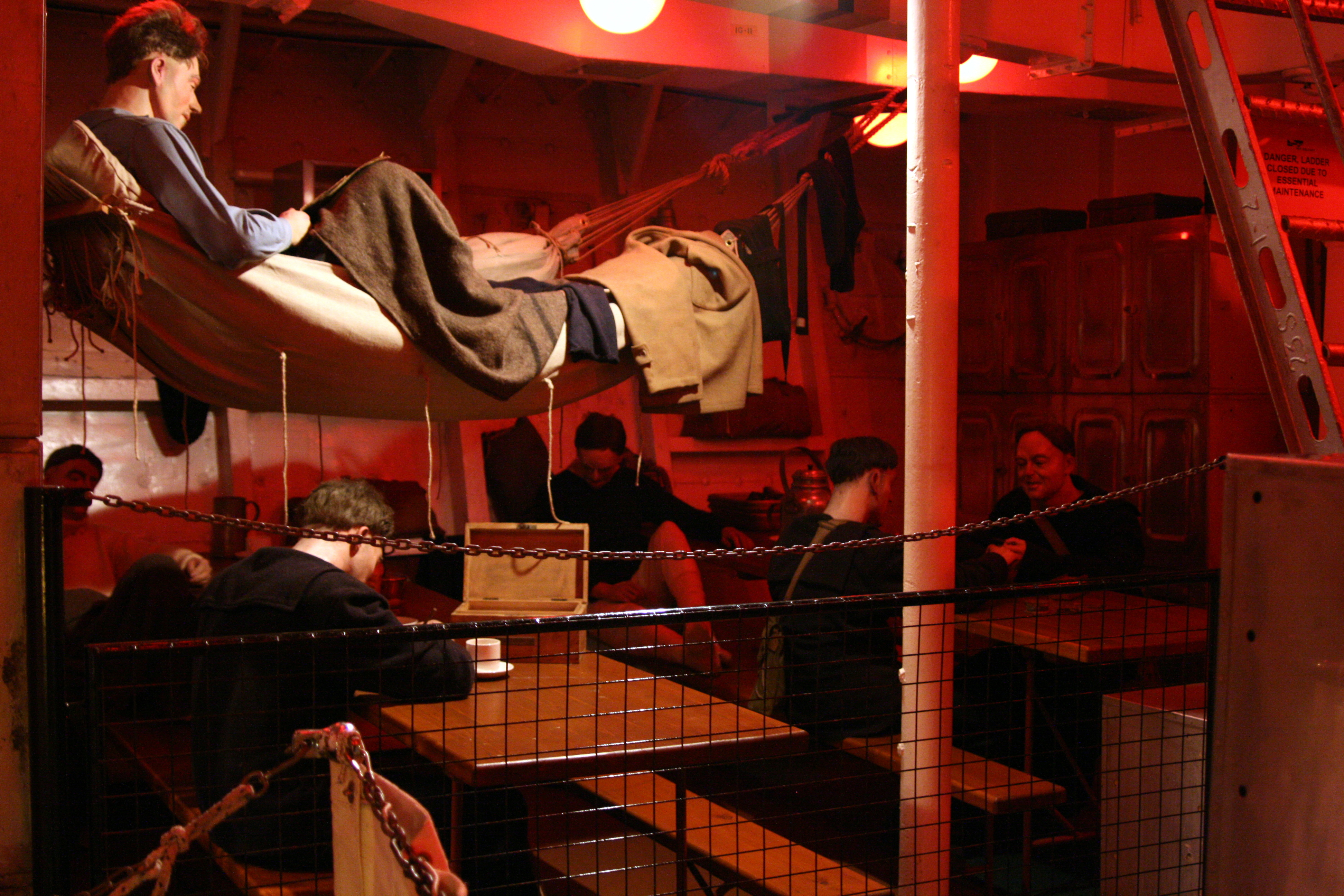
前段舱的北极起居艙。

当贝尔法斯特號首次向公众开放时，访客仅能參觀上层甲板和前部上层建筑。截至2011年，共有九个甲板向公众开放。人們可以從泰晤士河南岸人行道通过一条人行通道进入後甲板。帝国战争博物馆关于贝尔法斯特号的指南将分为三大部分。第一个是「船上生活」，着重于在海上服役的经验。船上修复后的各种设施，例如病房、厨房、洗衣房、教堂、餐厅與與英國海陸空三軍合作社，及穿著水手服的船員蠟像，说明船员的生活状况。自2002年起，学校和青年团体能够在贝尔法斯特號过夜，在经过翻新的1950年代餐厅上的双层床上睡觉。  
第二部分「内部作業」位於水线下由装甲带保护，包括核心机械，機电和通信系统。展示的空間有发动机、锅炉室、发送站（有海軍火力控制系統，為机械计算机）、前部操控室和一座六英寸砲彈室與弹药库。第三部分為「工作崗位」，位於上层甲板和前部上层建筑，包括船艦的装备、火力控制和指挥设施。向公众开放的区域包括控制室、艦橋和火砲指挥平台。2011年，其中两个區域进行重新詮釋。控制室恢复到小马快遞行動時的樣貌，於1961年在北婆羅洲外举行的大型英澳美联合军事演习。另一個重新詮釋的區域為能视听互動的戰情平台。 

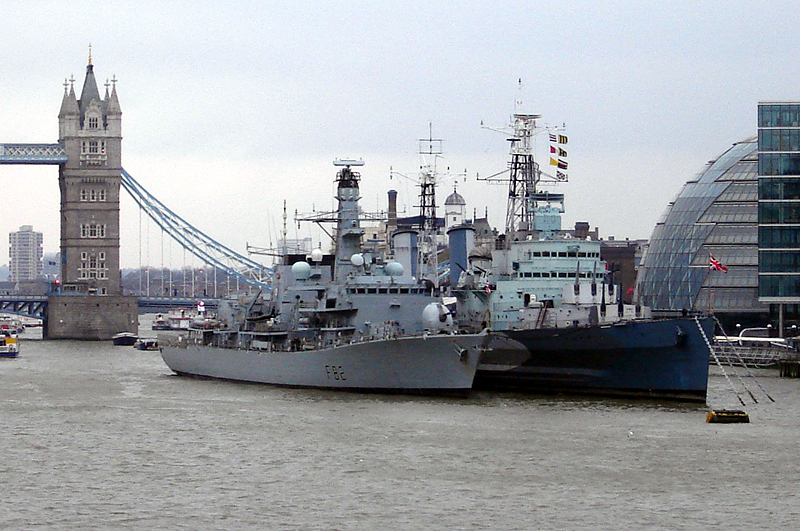
薩默塞特號巡防艦萨默塞特郡與贝尔法斯特號。

2011年7月，6英寸Y炮塔内部使用视听裝置和音效以重現炮手在北角海战中的经历。为了展示艦砲的射程，六英寸A和B炮塔瞄準12英里（19）外位於伦敦郊区的M1高速公路倫敦匝道服務區。4英寸的炮架和砲彈升降機机維持可運作狀態並在空包彈射擊展示由英國皇家海軍後備隊的歷史重現小組操作。 除了向参观者开放的各个区域外，还为船艙改裝為专用展览空间。常设展览包括「贝尔法斯特號於战争与和平」和「海上生活」。贝尔法斯特號入场费涵蓋多國語言導覽服務。
贝尔法斯特号也是伦敦市立海军青年团的总部。贝尔法斯特号在伦敦市中心享有声望，因此常有其他船隻靠泊。2007年10月，贝尔法斯特號举行領航船加勒蒂亞號的命名仪式，女王和菲利普亲王皆出席該典禮。

### 2011年的事故
2011年11月29日，在翻修工程中与船体相连的一段舷梯坍塌導致两名工人轻伤。事故发生后，该船暫停開放。后来的调查确定舷梯的坍塌是由承包商在整修工作中切穿舷梯的结构引起的。贝尔法斯特號于2012年5月18日重新开放。
暫停開放導致用以取代零售和入口建築的河岸雙層建築建设工程延迟。该建築于2011年10月获得開發許可，將提供咖啡厅、商店、入場区域及一个屋顶酒吧，其原本预计在2012年夏季完成。该结构于2013年4月开放。

### 書籍
- Diprose, Graham; Craig, Charles; Seaborne, Mike. . Francis Lincoln. 2009. ISBN 0-7112-2941-4.
- Imperial War Museum. . London: Imperial War Museum. 2009. ISBN 978-1-904897-93-4.
- Lavery, Brian. . London: The Pool of London Press. 2015. ISBN 978-1-910860-01-4.
- Waters, Conrad. . Jordan, John  (编). . Oxford: Osprey Publishing. 2019: 191–195. ISBN 978-1-4728-3595-6.
- Watton, Ross. . Anatomy of the Ship. London: Conway Maritime Press. 1985. ISBN 0-85177-328-1.
- Wingate, John. . London: Imperial War Museum. 2004. ISBN 1-901623-72-6.